# Pippi Lotta Enok
Pippi Lotta Enok (19 de agosto de 2002) es una deportista de Estonia que compite en atletismo. Ganó una medalla de plata en el Campeonato Mundial de Atletismo Sub-20 de 2021, en la prueba de heptatlón.